# データゼネラル
データゼネラル (Data General, DG) は、アメリカのミニコンピュータ製造企業である。10年以上に渡って広く使われたNova 16ビット ミニコンピュータによって知られた企業である。度重なる経営上の判断ミスによって1980年代には倒産の危機に直面した。その後も何とか経営は続けられたが、1999年に買収された。

## 沿革
- 1968年 - PDP-8のチーフエンジニアだったエドソン・デ・カストロらはDECを退職。また、ハーブ・リッチマンはフェアチャイルドを退社。彼らが集まってデータゼネラル社を設立。
- 1969年 -  Nova をリリース。PDP-8 よりも小さくて高性能であったためにシェアを伸ばし、会社も急成長した。その後、さらに高速な SuperNova をリリースする。
- 1974年 - 仮想記憶とマルチタスクを実現した16ビットの Eclipse をリリース。しかし、工場での製造に問題があり、注文に対して全く出荷が追いつかない事態が発生した。このため、Nova シリーズから完全に切り替えられなかった。
- 1975年 - 売り上げ 10億ドルを達成。
- 1976年 - DEC が初の 32ビットミニコンピュータ VAXシリーズを発表。DG は対抗機種開発プロジェクト "Fountainhead Project" を開始。
- 1978年 - Novaシリーズの最後の機種 Nova 4 をリリース。この時点で Novaシリーズは毎年 20% 売り上げを伸ばしていた。DEC が VAX 11/780 をリリースしたが、Fountainhead プロジェクトは何も生み出していなかった。このため、DGユーザーはVAXに流れ始める。DGは大急ぎで 32ビットマシンを開発するための別のプロジェクト "Eagle Project" を開始。これは、Eclipseベースで32ビット化を行おうというものであった。
- 1979年 - Fountainhead よりも先に Eagle が完成することが明確になり、社内の縄張り争いが始まる。その間も売り上げは減り続けていた。その経緯はトレイシー・キダーのピューリッツァー賞を受賞したノンフィクション小説『超マシン誕生』に詳しい。
- 1980年 - Eagleプロジェクトの成果である Eclipse MV/8000 をリリース。MVシステムは奇跡的な売り上げをもたらした。それによって1980年代前半 DG は持ち直したが、市場に出るのが遅すぎた。ワークステーションが登場すると、DG の売り上げを支えていた 16ビットのミニコンピュータは全く売れなくなった。そのため倒産は免れたものの、それ以降のミニコンピュータを一から（つまりプロセッサから）設計する資金力を失った。
- 1984年 - MS-DOS搭載の先駆的なラップトップパソコン Data General/One をリリースした。しかし、3.5インチフロッピーディスクを採用したため、アプリケーションが使えず（当時のMS-DOS向けソフトは5インチフロッピーで売られていて、コピープロテクトがかかっていたため3.5インチにコピーできなかった）、成功したとはいえない。
- 1989年 - 独自ハード・独自OS路線を捨て、モトローラの88000を使用したAViiONシリーズをリリース。オペレーティングシステムはUnix系であった。次いで、中規模ディスクアレイ装置CLARiiON（英語版）シリーズをリリースした。
- その後、モトローラは 88000 の後継の開発をやめてしまった。このため、DG は新たにx86ベースの AViiON をリリースすることになった。x86ベースのサーバは激戦区であり、DG は激しい競争にさらされ売り上げを減らすことになる。一方、CLARiiONは好調に売れ続けた。
- 1999年 - 大型ディスクアレイ装置の最大手 EMCコーポレーションは、DG を買収し、CLARiiON 以外の製品ラインを全て破棄した。

## ソフトウェアについての補足
各シリーズのオペレーティングシステムは以下の通り。
- Nova: RDOS
- Eclipse/MV: AOS/VS、AOS/VS II
- Eclipse/MV,AViiON: DG/UX。System V系のUNIX

## 有名な元社員
- ジャン＝ルイ・ガセー -  DG 退社後、Apple Computerで重役を務め、その後Be社を設立してBeOSを開発。
- レイ・オジー - DGでソフトウェア開発者として勤務。その後、Software Arts で働いた後、Iris Associates を創業。同社がロータスに買収された後、Groove Networks を創業。Groove Networks はマイクロソフトに2005年に買収され、レイ・オジーはビル・ゲイツの後を引き継いで主席ソフトウェア設計者となった。
- Edward Zander - DGでマーケティング・マネージャを務めた後、アポロコンピュータ→サン・マイクロシステムズ (COO,CTO)→モトローラ (CEO)
- ジョナサン・ザックス - DG 退社後、ミッチ・ケイパーとロータスを創業。Lotus 1-2-3を開発。